# Chandler (Arizona)

Położenie w stanie Arizona

Chandler – miasto w Stanach Zjednoczonych, w stanie Arizona, w hrabstwie Maricopa. Jest 3. co do wielkości miastem Metro Phoenix i 4. co do wielkości miastem stanu Arizona. Według spisu w 2020 roku liczy 276 tys. mieszkańców.
Miasto słynie z firmy Intel, która swoją działalność rozpoczęła tutaj w 1980 r. wraz z otwarciem pierwszego zakładu produkcyjnego. Dzisiaj jest zdecydowanie największym pracodawcą w mieście. W 2020 roku inwestycja o wartości 7 miliardów dolarów doprowadziła do utworzenia najbardziej zaawansowanego zakładu produkcyjnego na świecie.

## Demografia
Według danych pięcioletnich z 2021 roku, 68,1% mieszkańców stanowiła ludność biała (56,4% nie licząc Latynosów), 10,9% to Azjaci, 9,1% miało rasę mieszaną, 5,6% to czarnoskórzy Amerykanie lub Afroamerykanie, 1,7% to rdzenna ludność Ameryki i 0,2% to Hawajczycy i mieszkańcy innych wysp Pacyfiku. Latynosi stanowili 21,5% ludności miasta.
Miasto ma największy odsetek Azjatów w Arizonie, głównie Hindusów (4,1%), Chińczyków (2,6%) i Wietnamczyków (1,2%).  
7146 osób deklaruje polskie pochodzenie (2,6%).  

## Ludzie urodzeni w Chandler
- Shawn Michaels (ur. 1965) – wrestler o międzynarodowej sławie
- Robert Rallison (ur. 1996) – artysta, youtuber
- Austin Hollins (ur. 1991) – koszykarz
- Cameron Jordan (ur. 1989) – futbolista amerykański
- Melissa Buhl (ur. 1982) – mistrzyni świata w kolarstwie górskim

## Miasta partnerskie
- Tullamore (Irlandia)
- Tainan (Tajwan)